# Sorkheh-ye Yek
Sorkheh-ye Yek är en ort i Iran.   Den ligger i provinsen Khuzestan, i den centrala delen av landet, 500 km sydväst om huvudstaden Teheran. Sorkheh-ye Yek ligger 22 meter över havet och antalet invånare är 170.
Terrängen runt Sorkheh-ye Yek är mycket platt. Runt Sorkheh-ye Yek är det ganska tätbefolkat, med 144 invånare per kvadratkilometer. Närmaste större samhälle är Sheybān, 17,5 km söder om Sorkheh-ye Yek. Omgivningarna runt Sorkheh-ye Yek är i huvudsak ett öppet busklandskap.